# Max Neubert

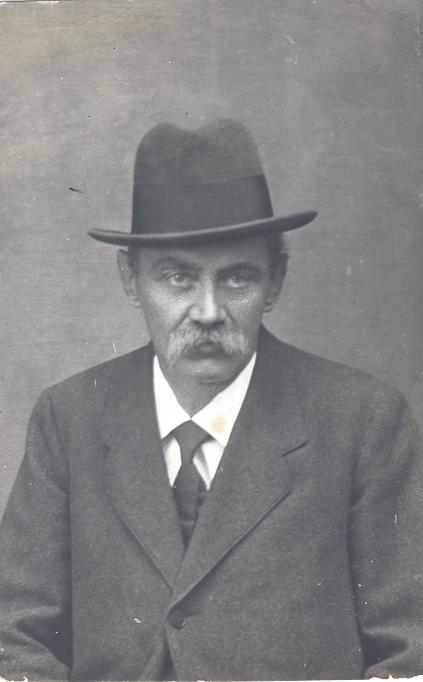
Max Neubert ca. 1920

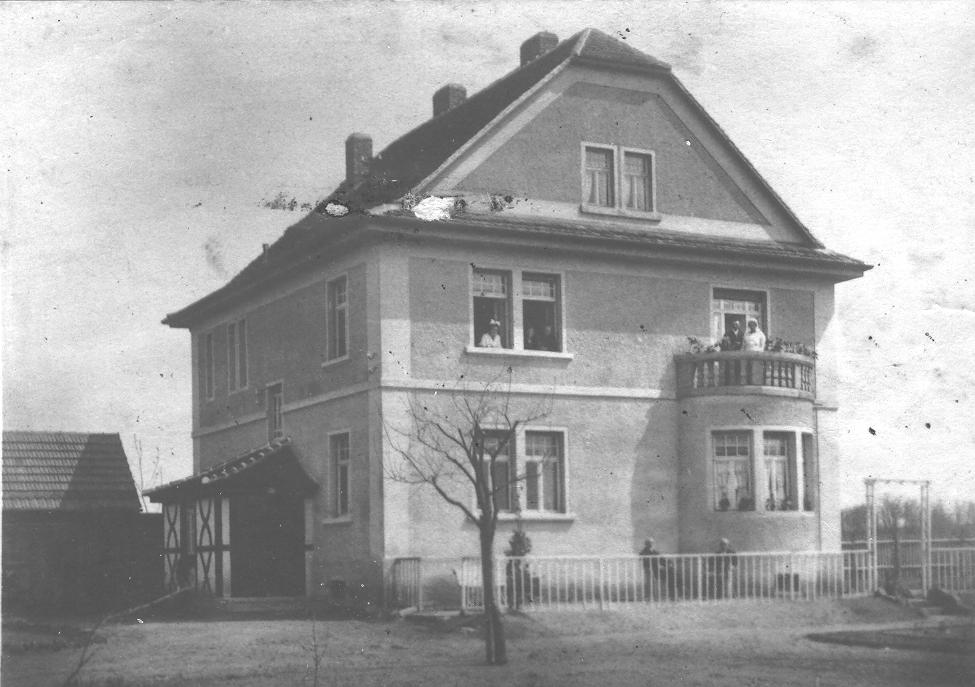
Die Nürnberger Stadtvilla der Familie Neubert

Max Johannes Neubert (* 11. August 1863 in Sennfeld, Landkreis Schweinfurt; † 17. Oktober 1948 in Bad Kissingen) war ein deutscher, in Nürnberg ansässiger Unternehmer und Erfinder.
Max Neubert war ein Erfinder und Unternehmer, der sich um die Miniaturisierung und Elektrifizierung von elektrischem Spielzeug verdient gemacht hat.

## Max Neuberts Eltern
Seine Eltern hießen Adam und Dorothea, die am 20. Oktober 1863 in Sennfeld heirateten. Adam Neubert war katholisch und wurde am 16. Oktober 1824 in Pfersdorf geboren. Er verstarb am 4. Februar 1905. Er war von Beruf königlicher Bademeister und Badbesitzer des Mineralbades in Bad Sennfeld in Unterfranken. Anschließend lebte und arbeitete er als Bademeister in Bad Brückenau. Die Mutter von Max Neubert kam am 8. April 1844 als Dorothea Meusel in Unfinden bei Bad Brückenau zur Welt. Dorothea Neubert starb bereits am 12. Oktober 1867 im Alter von nur 23 Jahren. Durch den frühen Tod der Mutter wuchsen Max und seine Schwester Lucretia als Halbwaisen auf. Ihre Kindheit verbrachten beide in Bad Sennfeld.
Max Neubert hatte eine Schwester namens Lucretia Margaretha Christine, die am 29. September 1865 in Sennfeld geboren wurde.

## Der Badebetrieb des Vaters
Das Mineralbad Bad Sennfeld hatte Adam Neubert am 12. März 1863 erworben und betrieb es bis zum Verkauf an den Privatier August Thiermann am 1. April 1869.
Das Bad Sennfeld war per Pferdekutsche in einer halbstündigen Fahrt von Schweinfurt aus erreichbar. Den schwefel- und eisenhaltigen Schlamm, welcher aus einer Quelle an der alten Weiherleinsmühle gewonnen wurde, setzte man zur Behandlung von chronischen Hauterkrankungen, Rheuma und der Gicht ein.
Adam Neubert inserierte zwischen 1863 und 1866 regelmäßig im Schweinfurter Tagblatt. Aufgrund der Zeitungsinserate im Schweinfurter Tagblatt kann davon ausgegangen werden, dass Ludwig Mohr zwischen dem 10. Mai und dem 31. August 1867 der Badpächter war. Am 11. September 1868 erschien erstmals ein Inserat von dessen Nachfolger Christoph Brühschwein.  Am 14. August 1869 gibt Pächter Eckhardt sein erstes und einziges  Inserat auf.

## Max Neuberts Familie
Max Neuberts Ehefrau Margaretha (* 26. Juni 1863; † 16. Januar 1936) war katholisch. Margarethas Eltern hießen Michael und Margaretha Waid. Michael Waid war von Beruf Ökonom und Weber. Dessen Frau Margaretha geborene Büttner kam aus Stappenbach.
Max und Margaretha heirateten am 14. Mai 1888 in Bamberg. Sie hatten fünf Kinder, die allesamt katholisch getauft wurden:
- Johann (genannt Hans), * 2. Dezember 1888 in Bamberg, † ?
- Dorothea (genannt Dora, verheiratete Martini), * 28. Dezember 1890 in Bamberg, † 1966 in Wicker, Hessen
- Walburga (genannt Wally), * 23. März 1895 in Brückenau, † ?
- Christine Veronika (genannt Lony, verh. Porschet), * 26. Mai 1897 in Brückenau, † ?
- Lina (verheiratete Wehner), * 1. Februar 1899 in Nürnberg, † ?

Bis zum Verkauf am 23. September 1920 durch den ältesten Sohn Hans Neubert lebte die Familie in einer Stadtvilla in der Eibacher Hauptstraße 15 im Südwesten der Stadt Nürnberg. In dem Gebäude befindet sich heute das Modehaus Käferlein.

## Das Unternehmen
Max Neubert gab als Berufsbezeichnung im Jahre 1888 Mechanikergehilfe und im Jahre 1920 Installateur an. In späteren Jahren war er dann Mechaniker-Meister und Fabrikant. Max Neubert war ein Pionier bei der Miniaturisierung von elektrischem Kinderspielzeug. Im Jahre 1903 gründete Max Neubert seine Firma, die er „Max Neubert Fabrik elektrischer Spielwaren“ nannte. Die Firma war in der Schwabacher Straße 50 in Nürnberg-W ansässig. Diese Räumlichkeiten waren gemietet. Das Unternehmen hatte zu Spitzenzeiten etwa 80 Mitarbeiter.
Max Neuberts Unternehmen arbeitete eng mit der Firma Trix zusammen. So erhielt Max Neubert 1931 (siehe unten) Gebrauchsmusterschutz für einen anschließend auch produzierten Metallbaukasten. Darüber hinaus hat Max Neubert im Zeitraum von 1898 bis 1934 zahlreiche Gebrauchsmuster angemeldet. Die daraus resultierenden Produkte (z. B. Elektro-Baukasten) wurden dann anschließend produziert und kommerziell vertrieben. Metallstanzteile (z. B. für Farbkästen) gehörten zu den Stärken des Unternehmens.
Über sechs Jahre von 1928 bis 1933 war das Unternehmen mit einem Stand jeweils an der Leipziger Frühjahrs- und Herbstmesse vertreten. Lediglich im Herbst 1929 stellte die Firma nicht aus. Max Neubert hatte regelmäßig den Stand (Koje) 89 im Untergrund-Messhaus am Markt, Leipzig gebucht, außer im ersten Jahr, als er am Stand (Koje) 204 ausstellte.

### Ende des Unternehmens
Max Neubert hat im Alter von 75 Jahren sein Unternehmen am 25. August 1938 beim Gewerbepolizeiamt der Stadt Nürnberg abgemeldet, nachdem er einen Monat vorher aus Nürnberg nach Bad Kissingen zu seiner jüngsten Tochter Lina und deren Ehemann Franz Wehner umgezogen war. Lina betreute ihren Vater fortan bis zu dessen Tod im Jahre 1948. Max Neuberts Grab befindet sich heute noch auf dem Bad Kissinger Kapellenfriedhof.

## Die wichtigsten Produkte aus dem Hause Neubert
- Christbaumschmuck
- Elektrische Kinderbügeleisen u. Kinder-Kochherde
- Elektrisier-Apparate
- Induktions-Apparate
- Dynamos
- Stark- und Schwachstrom-Elektromotoren
- Elektro-Bastelkästen
- Motor-Baukästen (D. R. G. M.[6])
- Motor- und Dynamo-Baukästen (D. R. G. M.)
- Bakelittaster (D. R. G. M.)
- Bakelit-Kippschalter
- Miniatur-Läutwerke[7]

## Von Max Neubert als Person angemeldete Gebrauchsmuster (nach Datum der Eintragung, laufender Nummer, Ort, Titel)
- 4. Juli 1898 – Nr. 97576 – Wildbad – „Klemmvorrichtung für elektrischen Kohlen (?) und einem Stück Messingblech gestanzt...“

- 25. November 1899 – Nr. 125975 – Schweinaustr. 34, Nürnberg – „Kartenschreibmaschine, bestehend aus einer in Segmente eingetheilten, mit Buchstaben und Zahlen ausgestatteten Scheibe, welche durch einen Hebel in Umdrehung versetzt wird, wobei durch den Druck des Hebelkopfes auf ein Segment die einzelnen Typen auf die darunter liegende Karte abgedrückt werden.“

- 2. April 1901 – Nr. 151128 (1904 verlängert) – Hauptstr. 104, Nürnberg-Schweinau – „Aus einem Stück Draht spiralförmig nach auswärts gewundener Kerzenhalter für Christbaumkerzen verschiedener Stärken mit federndem Doppelring.“

- 4. Juni 1901 – Nr. 154725 – Untere Hauptstr. 107, Nürnberg – „Klemme für galvanische Zwecke, deren Klemmbügel aus Façondraht besteht.“

- 4. Juni 1904 – Nr. 226373 (zusammen mit Harry Roth, Webersplatz 13, Nürnberg) – Langestr. 31, Fürth i/B. – „Gehäuse in Gestalt einer Uhr, zerlegbar zu einem Spiel, einer Taschenapotheke, einem Opernglas, einem Vergrösserungsspiegel und einem Mikroskop“

- 11. Juni 1904 – Nr. 226894 (zusammen mit Harry Roth, Kornmarkt 8, Nürnberg) – Langestr. 31, Fürth i/B. – „Schreibmaschine aus Blech mit aufklappbarem Schreibmechanismus und drehbarer Typenscheibe.“

- 30. März 1908 – Nr. 335367 – Nürnberg, Marxstr.60 – „Spielzeug – Engelsharfe aus Holz mit umsponnenen Saiten, welche durch mehrere an dem drehbaren Podium hängende künstliche Eiszapfen aus Glas zum Ertönen gebracht werden.“

- 1931 – Nr. 1 220 612

- 22. September 1934 – Nr. 1313742 – Eibacher-Hauptstr. 15, Nürnberg – „Schwachstrom-Schalter“[8]